# Desktop Dungeons
Desktop Dungeons（デスクトップ ダンジョンズ、略称:DD）とはQCF Designが開発発売しているシングルプレイヤーロールプレイングゲームである。2011年8月時点では未だに開発中だが、予約したユーザー向けにベータ版が配布されている。ゲームではモンスターであふれたダンジョンを探索し最後にボスと戦うが、パズル要素がありプレーヤーはアイテム、呪文を使う最もよい方法を見つけたり、キャラクターの体力を大きく損失することなくボスにたどり着かなければならない。ローグライクと比較されるが、ゲームプレイが凝縮されている。また、2011年のIndependent Games FestivalにてExcellence in Designを受賞した。ゲームをプレイするにはUnityプラグインを使ったウェブブラウザが必要でWindowsとMacintoshでしか動作しないが、iPhoneやAndroidに対応する計画がある。

## ゲームプレイ
凝縮されたローグライクで1セッションあたりのプレイ時間は10分のみである。クリアするには３０分くらいかかるだろう。キャラクターはランダム生成されたダンジョンに送り込む前に種族とクラスを選ぶことができ、ダンジョンをクリアすると新たなキャラクターや使用武器、ボーナスダンジョンが解禁される。また祭壇にて異なる神を崇拝することが可能で、神はプレイヤーが好意的な行動をとった場合に与える利益やそうでない行動をとった場合に天罰を下すルールを授けることになる。
コンピュータゲームモッダーはダンジョンの見た目を変えるタイルセットを製作することができ、Spelunkyの製作者であるデレク・ユーが製作したタイルセットはDD開発者がデフォルトの外観として使用することを決定した。

## 開発
DDは南アフリカ共和国の3人が結成したチームで開発されている。ロデイン・ジュベールはローグライクゲームを多くプレイし、スーパーミートボーイ製作者でBraidの初期のキャラクターデザイナーとアニメーターを務めたエドモンド・マクミランが書いたマニフェストを読んだことがきっかけで2010年1月から開発を始めたと述べているアルファ版はGame Makerで製作され、開発中に行われたメジャーな変更の1つがダンジョン進行に影響を与える、祭壇で神に崇拝する要素である。
ベータ版では無料のアルファ版と比べてグラフィックの些細でないアップグレードが行われ、新たなチュートリアルシステムの追加、キャラクターの成長やプレイヤーインベントリーやダンジョン進行の間にアイテムを保存するためのアドベンチャーロッカーの変更もなされた。

## 暫定的な公開と評価
2011年8月時点ではゲームはリリースされていないが、ベータ版に基づく批評家達の評価は概ね好評だった。開発中、予約したユーザー向けはベータ版を入手できるが、特別なクエストやキャラクターのクラスが追加されたスペシャルエディションも予約したユーザーは入手できる。また、購入するとゲームのクレジットに自身の名前を載せられる特別限定予約もある。ベータ版の変更に関してRock, Paper, Shotgunのライターであるアレック・ミールは「DDは今では常に簡単になることに価値があるゲームとなっている」と述べている。2011年のIndependent Games FestivalでExcellence in Designを受賞し、GamasutraではTop 10 Indie Games of 2010で3位に入賞した。

## クローン問題
エリック・ファラオというレイジー・ピオンの名で開発を行なっている人物がDDベータ版をプレイした後にiPhone対応ゲーム「League Of Epic Heroes」を開発した。ファラオは2010年10月にLeague of Epic Heroesをインターネット上で発表し、「認めなければならない功績は認めるが、League of Epic HeroesはDDの中核部分がベースになっている。」と述べた。League of Epic HeroesはDDと同じメカニクス、キャラクタークラス、呪文、成長システムを使用しているが、グラフィック、サウンドエフェクト、ソースコード、その他ゲームのリソースはオリジナルだった。ファラオは2010年11月12日にQCF Designと交渉に望みゲームの情報を携えた上で製作したゲームはクローンではないことを主張したがQCF Designはゲームをリリースしないことを要求した。同月23日にLeague of Epic HeroesはApple App Storeで公開された。2011年1月時点ではQCF Designはファラオに法的措置を取らなかったが配布元のアップルに2作のゲームの類似点を詳細に書いた手紙を送付していた。結局League of Epic HeroesはApp Storeから削除されている。